# Kameyama
|  | Per a altres significats, vegeu «Emperador Kameyama». |

Kameyama (亀山市, Kameyama-shi) és una ciutat de la prefectura de Mie, al Japó.
El 2015 tenia una població estimada de 50.054 habitants. Té una àrea total de 190,91 km².

## Geografia
Kameyama està situada al centre-nord de la prefectura de Mie, fent frontera amb la prefectura de Shiga per l'oest. El nucli urbà es troba al llarg del riu Suzuka, que creua la ciutat oest-est pel sud.

### Municipalitats veïnes
- Prefectura de Mie
  - Tsu
  - Suzuka
  - Iga
- Prefectura de Shiga
  - Koga

## Història
Kameyama fou fundada l'11 de gener de 2005.